# Nagrada Otokar Keršovani
Nagrada »Otokar Keršovani« je nagrada za životno djelo u novinarstvu. Dodjeljuje je Hrvatsko novinarsko društvo (HND) od 1965. Odluku o nagradi sada donosi ocjenjivački odbor dvotrećinskom većinom glasova nazočnih članova. Nagradu čini priznanje i novčani iznos. 

## Dobitnici
- 1965./1966. Mirko Peršen
- 1966./1967. Zvonko Letica
- 1967./1968. Neda Krmpotić
- 1968./1969. Božidar Novak
- 1969./1970. Joško Palavršić
- 1970./1971. Ivo Bojanić
- 1971./1972. nije dodijeljena
- 1972./1973. Dara Janeković
- 1973./1974. Zvonko Kristl
- 1974./1975. Šime Mihovilović
- 1975./1976. Mladen Delić
- 1976./1977. Drago Bobić
- 1977./1978. Marko Vojković
- 1978./1979. Ivo Braut, Risto Krunić, Stevo Ostojić
- 1979./1980. Ivan Filipović, Frane Jurić, Ismet Voljevica
- 1980./1981. Branko Knezoci, Stjepan Tucak, Miljenko Smoje
- 1981./1982. Milan Bekić, Stanko Eder, Ante Kesić
- 1982./1983. Drago Auguštin, Tomo Đurinović, Zvonimir Grčman
- 1983./1984. Ante Gavranović, Filip Svetić, Žarko Božić
- 1984./1985. Darko Grubačević, Josip Grubišić-Ćabo, Ratko Zvrko
- 1985./1986. Željko Brihta, Emil Piršl, Josip Šmit
- 1986./1987. Zvone Mornar, Joško Kulušić, Ivo Strahonja
- 1987./1988. Joža Vlahović
- 1988./1989. Živko Vnuk
- 1989./1990. Mira Boglić
- 1990./1991. Just Ivetac
- 1991./1992. Alojz Ševčik
- 1993. Mirko Galić
- 1993. Krešimir Džeba (postumno)
- 1994. Neda Ritz
- 1995. Bože V. Žigo
- 1996. Mirjana Rakić
- 1997. Veljko Vičević
- 1998. Pero Zlatar
- 1999. Jovan Hovan
- 2000. Dalibor Foretić
- 2001. Branko Lentić
- 2002. Mihail Ostrovidov
- 2003. Žarko Susić
- 2004. Gojko Marinković
- 2005. Igor Mandić
- 2006. Vojo Šiljak
- 2007. Inoslav Bešker
- 2008. Zvonimir Milčec
- 2009. Milan Gavrović
- 2010. Dražen Vukov Colić
- 2011. Ivo Horvat
- 2012. Giga Gračan
- 2013. Branko Šuljić
- 2014. Drago Hedl
- 2015. Fjodor Klarić
- 2016. Jasna Babić
- 2017. Višnja Biti
- 2018. Sanja Modrić
- 2019. Mladen Kušec
- 2020. Mato Jerkić
- 2021. Marinko Čulić
- 2022. Mislav Bago, Vladimir Matijanić
- 2023. Viktor Ivančić